# 本都共和國

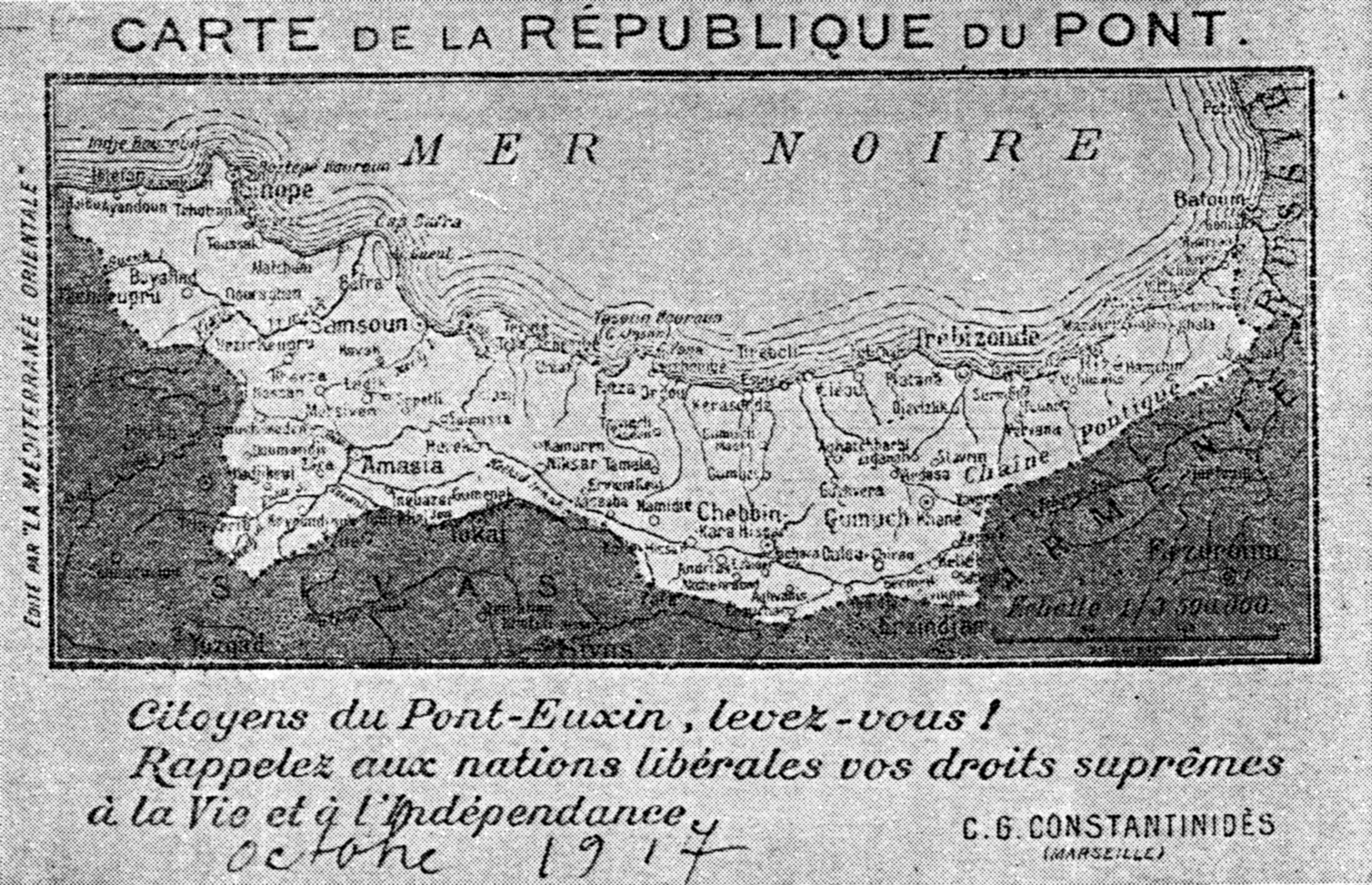
本都共和國要求的領土

本都共和國（希臘語：Δημοκρατία του Πόντου）是第一次世界大戰之後本都人要求建立的國家，位於黑海南岸，相當於本都地區。1922年之後，由於本都地區的希臘人被驅逐至希臘和蘇聯，這一國家未能成立。

提議的本都共和國旗幟之一